# Thạch Kim Tuấn
Thạch Kim Tuấn (ur. 15 stycznia 1994) – wietnamski sztangista. Wielokrotny medalista mistrzostw świata, dwukrotny olimpijczyk (Rio de Janeiro, Tokio).

## Osiągnięcia
| Rok  | Zawody                      | Miasto         | Miejsce | Kategoria | Wynik  |
| ---- | --------------------------- | -------------- | ------- | --------- | ------ |
| 2011 | Mistrzostwa świata          | Paryż          | −       | 56 kg     | 0 kg   |
| 2013 | Mistrzostwa świata          | Wrocław        | 3.      | 56 kg     | 283 kg |
| 2014 | Mistrzostwa świata          | Ałmaty         | 2.      | 56 kg     | 296 kg |
| 2015 | Mistrzostwa świata          | Houston        | 3.      | 56 kg     | 287 kg |
| 2016 | Letnie igrzyska olimpijskie | Rio de Janeiro | −       | 56 kg     | 0 kg   |
| 2017 | Mistrzostwa świata          | Anaheim        | 1.      | 56 kg     | 279 kg |
| 2018 | Mistrzostwa świata          | Aszchabad      | 5.      | 61 kg     | 298 kg |
| 2019 | Mistrzostwa świata          | Pattaya        | 4.      | 61 kg     | 296 kg |
| 2021 | Letnie igrzyska olimpijskie | Tokio          | −       | 61 kg     | 0 kg   |